# 장피에르 파팽
장피에르 파팽(프랑스어: Jean-Pierre Papin, 1963년 11월 5일 불로뉴쉬르메르 ~ )은 프랑스의 전 축구 선수로, 포지션은 스트라이커였다. 현재 올랭피크 드 마르세유B팀의 감독이다.

## 클럽 경력
1984년 발랑시엔 FC에 입단했다. 1985년 벨기에의 클뤼프 브뤼허로 이적했고 1986년에는 팀의 벨기에 컵 우승에 공헌했다. 그 후 올랭피크 드 마르세유로 이적하면서 5회 연속으로 리그 1 득점왕(1987-88, 1988-89, 1989-90, 1990-91, 1991-92)에 올랐고 팀의 4회 연속 리그 1 우승(1988-89, 1989-90, 1990-91, 1991-92)에 공헌했다.
1992년 이탈리아의 AC 밀란으로 이적하면서 팀의 세리에 A 2회 우승(1992-93, 1993-94)과 UEFA 챔피언스리그 1회 우승(1993-94)에 공헌했다. 1994년 독일 분데스리가의 바이에른 뮌헨으로 이적했고 1996년 지롱댕 보르도로 이적하면서 프랑스 무대로 복귀하게 된다. 1998년 EA 갱강으로 이적했고 1999년 현역 은퇴했다.

## 국가대표팀 경력
1986년부터 1995년까지 프랑스 대표팀에서 뛰는 동안 54경기에 출전했고 30득점을 기록했으며 1986년 FIFA 월드컵과 UEFA 유로 1992에서 프랑스 대표로 출전했다. 1991년 발롱도르를 수상했다.

## 감독 경력
2006년 5월 당시 리그 2로 강등되었던 RC 스트라스부르의 감독으로 임명되었으며 2006-07 시즌에서 팀의 리그 1 승격(2006-07 리그 2 시즌에서 3위를 차지하면서 리그 1로 승격됨)에 기여했다. 2007-08 리그 1 시즌 진행 도중에 해임된 기 루 RC 랑스 감독의 후임으로 임명되었지만 팀의 리그 2 강등을 막지 못한 책임을 지고 시즌 종료 직후에 해임되었다. 2009년 12월 29일부터 2010년 5월까지 LB 샤토루의 감독을 지냈다.

## 수상

### 클럽
- 벨기에 컵 : 1985-86
- 디비시옹 1 : 1988-89, 1989-90, 1990-91, 1991-92
- 쿠프 드 프랑스 : 1988-89
- 세리에 A : 1992-93, 1993-94
- 수페르코파 이탈리아나 : 1992, 1993
- UEFA 챔피언스리그[1] : 1993-94, 준우승 (1990-91, 1992-93)
- UEFA컵 : 1995-96

### 국가대표
- FIFA 월드컵 3위 : 1986
- 툴롱 토너먼트 : 1985
- 기린 컵 : 1994

### 개인
- 발롱도르 : 1991
- FIFA 올해의 선수 : 2위 (1991)
- 디비시옹 1 득점왕 : 1987-88, 1988-89, 1989-90, 1990-91, 1991-92
- 유로피언컵 득점왕 : 1989-90, 1990-91, 1991-92
- 쿠프 드 프랑스 득점왕 : 1988–89, 1990–91, 1991–92
- 벨기에 컵 득점왕 : 1985-86
- 툴롱 토너먼트 득점왕 : 1985
- 프랑스 올해의 선수 : 1989, 1991
- 옹즈도르 : 1991
- 옹즈 드 브롱즈 : 1989, 1990, 1992
- 독일 올해의 득점 : 1995
- UNFP 오스카 트로피 : 1999
- UNFP 20주년 특별상 : 2011
- FIFA XI : 1997, 1998, 1999
- 레지옹 도뇌르 : 2005
- 골든풋 : 2013

#### 선정
- 리그 1 역대 최고의 선수 : 2022
- 20세기 프랑스 선수 8위[2] : 1999
- 올랭피크 드 마르세유 역대 최고의 선수 : 2009
- 올랭피크 드 마르세유 110주년 역대 베스트 : 2010
- 클뤼프 브뤼헤 역대 최고의 외국인 선수 : 2008
- FIFA 100 : 2004

#### 발롱도르
- 1989 - 10
- 1990 - 10
- 1991 - 1
- 1992 - 16
- 1994 - 16

#### FIFA 올해의 선수[3]
- 1991 - 2
- 1992 - 4